# Falkia
Falkia,  biljni rod iz porodice slakovki smješten u tribus Dichondreae, dio potporodice Convolvuloideae.. Pripada mu 3 vrste polugrmova rasprostranjenih kroz istočnu i južnu Afriku, a jedna vrsta domaća je i u Jemenu (F. oblonga)
Rod je opisan u Nova Genera Plantarum 17. 1781.

## Vrste
1. Falkia canescens C.H.Wright
2. Falkia oblonga Bernh.
3. Falkia repens Thunb.